# Абетка есперанто
Абетка мови есперанто створена на латинській основі. У ньому двадцять вісім букв, з них п'ять з діакритичним знаком «^» і одна з наголосом "".
Кожній букві відповідає один звук, кожному звуку відповідає одна буква. Всі звуки вимовляються чітко. Наголос завжди падає на передостанній склад.
Вимова есперанто досить сильно варіює: зазвичай люди вимовляють звуки есперанто так само, як вони вимовляють звуки своєї рідної мови.
| Букви | Назви букв | Вимова | Українська вимова |
| ----- | ---------- | ------ | ----------------- |
| A a   | a          | a      | а                 |
| B b   | bo         | b      | б                 |
| C c   | co         | t͡s     | ц                 |
| Ĉ ĉ   | ĉo         | t͡ʃ     | ч                 |
| D d   | do         | d      | д                 |
| E e   | e          | e      | е                 |
| F f   | fo         | f      | ф                 |
| G g   | go         | g      | ґ                 |
| Ĝ ĝ   | ĝo         | d͡ʒ     | дж                |
| H h   | ho         | h      | г                 |
| Ĥ ĥ   | ĥo         | x      | х                 |
| I i   | i          | i      | і                 |
| J j   | jo         | j      | й                 |
| Ĵ ĵ   | ĵo         | ʒ      | ж                 |
| K k   | ko         | k      | к                 |
| L l   | lo         | l      | ль                |
| M m   | mo         | m      | м                 |
| N n   | no         | n      | н                 |
| O o   | o          | o      | о                 |
| P p   | po         | p      | п                 |
| R r   | ro         | ɾ      | р                 |
| S s   | so         | s      | с                 |
| Ŝ ŝ   | ŝo         | ʃ      | ш                 |
| T t   | to         | t      | т                 |
| U u   | u          | u      | у                 |
| Ŭ ŭ   | ŭo         | ʋ      | ў                 |
| V v   | vo         | v      | в                 |
| Z z   | zo         | z      | з                 |

## Передача звуків і букв української мови в есперанто
- «щ» = ŝĉ: Blahoviŝĉenske, Ŝĉastja, Ĉerkaŝĉina, borŝĉ, ŝĉi;

- «и» = i: Kijiv, Mirhorod, Miroslav, Mirnij, vareniki;

- «ї» = ji: Mikolajiv, Ĉuhujiv, Jiĵaĉenko;
- «є» = je: Serhijenko, Jenakijeve, Jevhen;

- «ьо» = o після «л»: Kovalov, Polovij;
  - jo в інших випадках: Ĉobotarjov, Sinjohub;
- «йо» = jo: Hajovij, Andrijoviĉ;

- «ю» = u після «л»: Ludmila, Miĥajluk;
  - ju в інших випадках: Jurij, Julija;

- «я» = a після «л»: Laŝko, Polanicja;
  - ja в інших випадках: Jalta, Slavjanjsjk, Tetjana;

- «ь» = j: Umanj, Karasj, Donecjk;
  - після «л» опускається: Tiraspol, Ternopil, Moskal, Vasil.

## Сурогатний запис
Якщо написання літер з діакритичними знаками неможливо (наприклад, немає підтримки Юнікоду), то використовують сурогатні системи написання букв.
| Літери | Варіанти сурогатного запису |
| ------ | --------------------------- |
| ĉ      | cx, ch, c^                  |
| ĝ      | gx, gh, g^                  |
| ĥ      | hx, hh, h^                  |
| ĵ      | jx, jh, j^                  |
| ŝ      | sx, sh, s^                  |
| ŭ      | ux, u^, u~, w               |

## Кодування
Для запису есперанто використовується Unicode; раніше було популярним кодування ISO-8859-3. В HTML і XML можна також використовувати числові коди.
| Літери | Літери | Юнікод | Юнікод | ISO-8859-3 | ISO-8859-3 | HTML   | HTML   | TeX      | TeX      |
| велика | мала   | велика | мала   | велика     | мала       | велика | мала   | велика   | мала     |
| ------ | ------ | ------ | ------ | ---------- | ---------- | ------ | ------ | -------- | -------- |
| Ĉ      | ĉ      | 108    | 109    | C6         | E6         | &#264; | &#265; | \hat C   | \hat c   |
| Ĝ      | ĝ      | 11C    | 11D    | D8         | F8         | &#284; | &#285; | \hat G   | \hat g   |
| Ĥ      | ĥ      | 124    | 125    | A6         | B6         | &#292; | &#293; | \hat H   | \hat h   |
| Ĵ      | ĵ      | 134    | 135    | AC         | BC         | &#308; | &#309; | \hat J   | \hat j   |
| Ŝ      | ŝ      | 15C    | 15D    | DE         | FE         | &#348; | &#349; | \hat S   | \hat s   |
| Ŭ      | ŭ      | 16C    | 16D    | DD         | FD         | &#364; | &#365; | \U breve | \u breve |